# Reserva de Emergencia de Texas
La Reserva de Emergencia del Texas (TER por sus siglas en inglés) fue una milicia la cual operó en el estado de Texas, llegando a tener casi 2,500 miembros en su punto más alto.  En 1981, un juez del Tribunal de Distrito de EE. UU. ordenó al TER para cerrar su campamento de formación militar, esto basado en una ley de Texas que prohíbe ejércitos privados en el estado.

## Historia y juicio
El grupo fue liderado por Louis Beam, un exmiembro del ejército estadounidense, donde ejercía de  artillero de la puerta helicóptero. Le fue entregada the Cruz de Vuelo distinguido. Una vez que regreso a los Estados Unidos, se unió al Ku Kux Klan, liderando una flota marítimo en Luisiana para patrullar áreas donde residian inmigrantes vietnamitas, que se instalaron ahí con la ayuda del gobierno y se dedicaban a la pesca.
El grupo tuvo lazos con el Ku Klux Klan, y con Louis Viga, prominente miembro del Klan.  El TER es más famosa por un incidente qué tuvo lugar en Seabrook, Texas el 15 de marzo de 1981, en el que miembros armados se paseaban en bote, esto en las aguas alrededor de la ciudad en un intento de intimidar a los pescadores vietnamitas locales que se habían establecido allí.  En el curso de la manifestación, una efigie de un pescador vietnamita estuvo colgada de la popa del barco y se reportaron gestos amenazantes a los pescadores vietnamitas y sus familias..
Después de este incidente, una demanda fue presentada por la Southern Poverty Law Center después de que la milicia hostigara a los pescadores vietnamitas durante la temporada de pesca de 1981. Beam estaba usando el campamento Camp Puller cerca de Houston fue para entrenar a la milicia en 1980, incluidos niños de tan solo 8 años, en tácticas de guerrilla armada; el campamento fue cerrado después de que la publicidad generó protestas y los padres se quejaron de que no estaban al tanto de las actividades de los niños en el campamento. El Consejo de los Boy Scout de Houston rechazó una solicitud de la milicia para que los miembros de los boy scouts entrenasen en su campo de entrenamiento.En la cinta de video que se mostró durante la audiencia de camaroneros, Beam dijo: "Vamos a asumir la autoridad en este país".
Más tarde fue absuelto en otro caso de conspiración para derrocar al gobierno. Luego se mudó a Idaho. Se volvió activo con Nación Aria a principios de la década de 1980. Se le considera el primer proponente importante de la estrategia de resistencia sin líderes dentro del movimiento supremacista blanco.